# سامي أوشوا
سامي أوشوا (بالإسبانية: Samuel Ochoa)‏ (بالإنجليزية: Sammy Ochoa)‏ (4 سبتمبر 1986 بموريليا في المكسيك - ) هو لاعب كرة قدم مكسيكي وأمريكي في مركز الهجوم. شارك مع منتخب الولايات المتحدة تحت 20 سنة لكرة القدم. أما مع النوادي، فقد لعب مع سياتل ساوندرز ونادي تيكوس وLobos BUAP ‏ وتولسا روناكس وWilmington Hammerheads FC ‏.

## وصلات خارجية
- سامي أوشوا على موقع الاتحاد الدولي (مؤرشف)  (الإنجليزية)
- سامي أوشوا على موقع الدوري الأمريكي (الإنجليزية)
- سامي أوشوا على موقع قاعدة بيانات كرة القدم.إي يو (الإنجليزية)
- سامي أوشوا على موقع Soccerway.com (الإنجليزية)